# Canim Lake
Canim Lake är en sjö i Kanada.   Den ligger i provinsen British Columbia, i den centrala delen av landet, 3 300 km väster om huvudstaden Ottawa. Canim Lake ligger 769 meter över havet. Arean är 56 kvadratkilometer. Den sträcker sig 13,4 kilometer i nord-sydlig riktning, och 19,9 kilometer i öst-västlig riktning.
I omgivningarna runt Canim Lake växer i huvudsak barrskog. Trakten runt Canim Lake är nära nog obefolkad, med mindre än två invånare per kvadratkilometer.